# 후쿠에촌 (야마구치현)
후쿠에촌(福栄村)은 야마구치현 아부군의 옛 촌이다.
2005년 3월 6일 하기시, 스사정, 다마가와정, 무쓰미촌, 아사히촌, 가와카미촌과 합병해 새로운 하기시가 되어 소멸하였다. 

## 역사
- 1955년 4월 1일 - 후쿠카와촌, 시부키촌이 합병해 성립하였다.
- 2005년 3월 6일 - 하기시, 스사정, 다마가와정, 무쓰미촌, 아사히촌, 가와카미촌과 합병해 새로운 하기시가 성립하였다. 동일 후쿠에촌은 폐지되었다.

## 교통

### 철도
촌내에는 철도 노선은 다니지 않는다. 철도를 이용할 경우 가장 가까운 역은 서일본 여객철도 산인 본선의 히가시하기역